# Marcelo Macedo
Marcelo Macedo (Petrópolis, 1 de fevereiro de 1983) é um ex-futebolista brasileiro que atuava como atacante.

## Carreira
O nome de Marcelo só passou a ser conhecido no Rio, em 2007, quando o atleta já completava cinco anos de carreira. Mas isto se deveu ao fato de, após ter sido lançado no Fluminense, em 2002, Marcelo ter decidido pela saída do Brasil, com apenas 21 anos de idade. Conhecido no meio futebolístico como Marcelo Mariola pelo seu jeito peculiar de comemorar seus gols.
Na sua primeira ida para o estrangeiro, Marcelo tentou a sorte na Coreia do Sul, aonde disputou a temporada 2004, pelo Seongnam Ilhwa. Voltou ao Brasil, em 2005, porém, na metade do ano, mudou-se novamente para o exterior, quando foi jogar no Atlas, time sediado em Guadalajara.
Em 2006, teve uma passagem relâmpago pelo Flamengo e, finalmente, em 2007, acertou contrato com o Madureira. 
Então, vestindo a camisa do tricolor suburbano, Marcelo foi um dos grandes destaques no Campeonato Carioca de 2007, uma vez que, ao lado de Dodô, conseguiu ser um dos artilheiros da competição, com 13 gols marcados. 
Contudo, memorável mesmo, foi sua atuação na última partida da fase de grupos da Taça Guanabara, quando o Madureira aplicou um goleada de 4–1 no Flamengo, com quatro gols de Marcelo. Por este feito, Marcelo entrou para um curioso e muito restrito grupo de jogadores que fizeram quatro gols contra o Flamengo em uma mesma partida, ao lado somente de Pelé e Puskás.
No Campeonato Brasileiro de 2007, Marcelo teve passagem discreta pelo Atlético-PR. Sem muito alarde, foi anunciado como reforço para o Ipatinga, para a temporada 2008.
Todavia, Marcelo não permaneceu por muito tempo no Ipatinga, pois logo teve seu contrato rescindido pelo clube. Com isso, passou a ser considerado jogador do Tombense, clube que o havia emprestado ao Ipatinga.
Em 2009 foi contratado pelo Figueirense, mas sem muito sucesso, transferiu-se para Duque de Caxias para a disputa do Carioca de 2010. Em 2011, foi contratado pelo Macaé, clube do norte fluminense, jogando o campeonato carioca e também jogou no Guarani, de Campinas.
Em dezembro de 2011, acertou com o Mogi Mirim e em maio de 2012, acertou com o Boa Esporte. No começo de 2013 acertou com o Paulista de Jundiaí. Logo em seguida, acertou com o Junior da Colômbia, e para 2014, acertou com o Botafogo-SP.
Ainda em 2014, acertou com o CRB evem 2015 disputou da série A2 do Paulistão Pelo Mirassol. Em 2016 foi anunciado como novo reforço do Flamengo do Piauí para a disputa do Nordestão.
Em 2016, foi contratado pelo Flamengo-PI.
Após vitoriosa carreira nacional e internacional, retornou à sua cidade natal, Petrópolis/RJ, para atuar pelo Serrano Foot Ball Club,
 para disputa da Série C (3ª divisão) do Campeonato Carioca. Abdicou, inclusive, do recebimento de salários para representar o maior clube da cidade. A estreia oficial de Marcelo pelo Serrano ocorreu em 03/07/2016, na derrota para o Mesquita por 3–2, com o atacante marcando o segundo tento do time petropolitano.

## Títulos
Fluminense
- Campeonato Carioca: 2002

Seongnam Ilhwa
- Copa da Coreia do Sul: 2004

Boa Esporte
- Taça Minas Gerais: 2012

## Prêmios individuais
- Artilheiro do Campeonato Carioca: 2007 (13 gols)[3]